# Kapangan
Kapangan is een gemeente in de Filipijnse provincie Benguet op het eiland Luzon. Bij de laatste census in 2007 had de gemeente ruim 18 duizend inwoners.

## Geografie

### Bestuurlijke indeling
Kapangan is onderverdeeld in de volgende 15 barangays:
| - Balakbak - Beleng-Belis - Boklaoan - Cayapes - Cuba - Datakan - Gadang - Gasweling | - Labueg - Paykek - Poblacion Central - Pudong - Pongayan - Sagubo - Taba-ao |

## Demografie
Kapangan had bij de census van 2007 een inwoneraantal van 18.221 mensen. Dit zijn 84 mensen (0,5%) meer dan bij de vorige census van 2000. De gemiddelde jaarlijkse groei komt daarmee uit op 0,06%, hetgeen lager is dan het landelijk jaarlijks gemiddelde over deze periode (2,04%). Vergeleken met de census van 1995 is het aantal mensen met 2.895 (18,9%) toegenomen.

De bevolkingsdichtheid van Kapangan was ten tijde van de laatste census, met 18.221 inwoners op 164 km², 111,1 mensen per km².